# Lee Ji-hoon
Đây là một tên người Triều Tiên, họ là Lee.
Lee Ji-hoon (sinh ngày 29 tháng 10 năm 1988) là một diễn viên Hàn Quốc. Anh ra mắt trong bộ phim tuổi teen School 2013, và đóng vai hỗ trợ trong bộ phim truyền hình gia đình You're the Best, Lee Soon-shin và Cầu vồng hoàng kim.

## Danh sách phim

### Phim
| Năm  | Tiêu đề                  | Vai trò                    |
| ---- | ------------------------ | -------------------------- |
| 2012 | Return of the Mafia      | Khách đi đường             |
| 2013 | Jinx!!!                  | Lee Tae-woong              |
| 2014 | Body Rhythms (phim ngắn) | Han Oh-gi                  |
| 2014 | A Hard Day               | Cán bộ cảnh sát kho vũ khí |

### Phim truyền hình
| Năm  | Tiêu đề                        | Vai trò                          | Kênh    |
| ---- | ------------------------------ | -------------------------------- | ------- |
| 2012 | School 2013                    | Lee Ji-hoon                      | KBS2    |
| 2013 | You're the Best!               | Jo In-sung                       | KBS2    |
| 2013 | Cầu vồng hoàng kim             | Kim Yeol-won                     | MBC     |
| 2015 | Blood                          | J                                | KBS2    |
| 2015 | Lục long tranh bá              | Heo Gang                         | SBS     |
| 2016 | Chiếc gương của phù thủy       | Vua Seonjo                       | JTBC    |
| 2016 | Gogh, The Starry Night         | Hwang Ji-hoon                    | Sohu TV |
| 2016 | The Legendary Shuttle          | Kang Chan                        | KBS2    |
| 2016 | The Legend of the Blue Sea     | Heo Chi-hyun                     | SBS     |
| 2017 | Whisper                        | Choi Il-hwan lúc trẻ (khách mời) | SBS     |
| 2017 | Band of Sisters                | Seol Ki-chan                     | SBS     |
| 2018 | The Hymn of Death              | Hong Nan-pa                      |         |
| 2018 | Your House Helper              | Kwon Jin-kook                    | KBS2    |
| 2019 | Rookie Historian Goo Hae-ryung | Min Woo-won                      | MBC     |
| 2019 | Woman of 9.9 Billion           | Lee Jae-hoon                     | KBS2    |
| 2020 | Dinner Mate                    | Jung Jae-hyuk                    | MBC     |
| 2021 | The Moon Rising River          | Go Geon                          | MBC     |

### Chương trình truyền hình
| Năm       | Tiêu đề                                      | Kênh | Ghi chú              |
| --------- | -------------------------------------------- | ---- | -------------------- |
| 2013      | Radio Star                                   | MBC  | Khách mời, tập 331   |
| 2013      | Mamma Mia                                    | KBS2 | Tham luận viên       |
| 2013      | Our Neighborhood Arts and Physical Education | KBS2 | Khách mời, tập 17-24 |
| 2013      | Fashion King Korea                           | SBS  | Thành viên, mùa 1    |
| 2013-2014 | World Challenge - Here We Go                 | SBS  | Thành viên           |

## Giải thưởng và đề cử
| Năm  | Giải thưởng           | Thể loại                                             | Đề cử                          | Kết quả   |
| ---- | --------------------- | ---------------------------------------------------- | ------------------------------ | --------- |
| 2013 | KBS Drama Awards 2013 | Diễn viên mới xuất sắc                               | You Are the Best!              | Đề cử     |
| 2016 | KBS Drama Awards 2016 | Diễn viên xuất sắc trong drama One-Act/đặc biệt/ngắn | The Legendary Shuttle          | Đề cử     |
| 2016 | SBS Drama Awards 2016 | Giải thưởng đặc biệt, diễn viên trong phim kỳ bí     | Huyền thoại Biển xanh          | Đề cử     |
| 2019 | MBC Drama Awards 2019 | Vai phụ xuất sắc trong chuỗi phim thứ tư-thứ năm     | Rookie Historian Goo Hae-ryung | Đoạt giải |

## Liên kết
- Lee Ji-hoon trên Instagram
- Lee Ji-hoon trên Twitter (tiếng Hàn)
- Lee Ji-hoon tại KeyEast (tiếng Hàn)
- Lee Ji-hoon trên HanCinema
- Lee Ji-hoon trên IMDb